# Apatolestes actites
Apatolestes actites är en tvåvingeart som beskrevs av Philip och Wallace A. Steffan 1962. Apatolestes actites ingår i släktet Apatolestes och familjen bromsar. Inga underarter finns listade i Catalogue of Life.